# Megalomma claparedei
Megalomma claparedei är en ringmaskart som först beskrevs av Gravier 1906.  Megalomma claparedei ingår i släktet Megalomma och familjen Sabellidae. Inga underarter finns listade i Catalogue of Life.